# Religiosam vitam

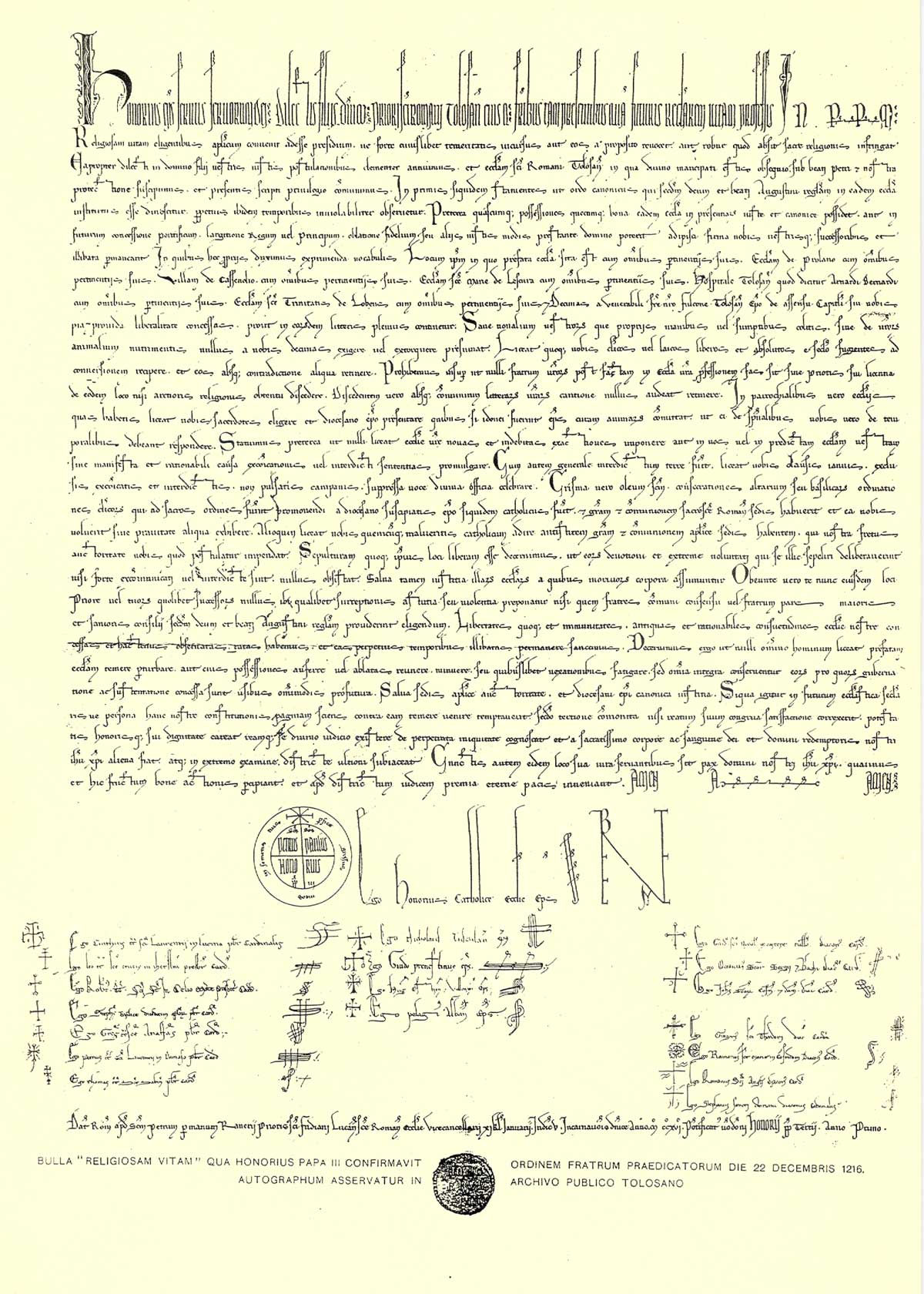
Bulle „Religiosam vitam“ vom 22. Dezember 1216

Religiosam vitam ist eine päpstliche Bulle von Papst Honorius III., mit der er am 22. Dezember 1216 die Ordensregel der Dominikaner bestätigte bzw. ergänzte.
Die Ordensgemeinschaft der Dominikaner hatte in den Jahren zwischen 1215 und 1216 weitere  Konvente in Rom, Paris und Bologna gegründet. Der Orden übernahm die Augustinusregel, die auf den Hl. Augustinus zurückgeht. Mit der Bulle Religiosam vitam wurden das Leben der Dominikaner nach dieser Regel vorgeschrieben und dem  Generalkapitel das Beschließen von Gesetzen und die Beschlussfassung zuerkannt. Das Generalkapitel musste in festgelegten Abständen und an zentralen Orten, stattfinden.
Nach der Anerkennung des Ordens durch den Bischof von Toulouse (1215) folgte mit der Bulle die päpstliche Bestätigung, nur kurze Zeit später erhielten die Dominikaner das Privileg zum Predigen (Predigerorden) und den Auftrag zur Verkündung des Evangeliums.